# Aeroportul Trang
Aeroportul Trang (IATA: TST, ICAO: VTST) este un aeroport din Khok Lo⁠(d), Districtul Mueang Trang, Provincia Trang, Thailanda ce deservește zona Trang⁠(d). Aeroportul a fost tranzitat în 2020 de 488.338 de pasageri.
Situat la o altitudine de 20 m, aeroportul dispune de o singură pistă.